# Geno Stone
Geno Stone (New Castle, Pensilvania, 19 de abril de 1999) es un jugador profesional estadounidense de fútbol americano que se desempeña en la posición de safety en Cincinnati Bengals, equipo de la National Football League (NFL).

## Carrera
Fue seleccionado en la séptima ronda en la Reunión Anual de Selección de Jugadores de la NFL de 2020. Hizo su debut profesional con el equipo Baltimore Ravens, donde jugó cuatro temporadas, en 2024 pasó a Cincinnati Bengals.